# Bánfa
Bánfa je malá vesnička v Maďarsku v župě Baranya, spadající pod okres Szigetvár. Nachází se asi 8 km jihovýchodně od Szigetváru. Žije zde 189 obyvatel. Dle údajů z roku 2011 tvoří 61 % obyvatelstva Maďaři, 9,9 % Romové, 1,1 % Chorvati, 0,5 % Němci a 0,5 % Rumuni.
Sousedními vesnicemi jsou Katádfa a Rózsafa.